# Le Revest-les-Eaux
Le Revest-les-Eaux este o comună în departamentul Var din sud-estul Franței. În 2009 avea o populație de 2.216 de locuitori.

## Evoluția populației
| An        | 1975 | 1982 | 1990  | 1999  | 2006  | 2009  |
| --------- | ---- | ---- | ----- | ----- | ----- | ----- |
| Populație | 575  | 819  | 1.163 | 1.533 | 2.012 | 2.216 |